# Тодорова поляна
Тодорова поляна (или местност Тодорово) е планинска седловина в Западна България Област Благоевград, община Гоце Делчев и Община Сандански. Тя е естествена граница между Северен Пирин на север и Среден Пирин на юг.
Надморската височина на седловината е 1827 m и свързва долините на реките Места на изток) и Пиринска Бистрица (ляв приток на Струма) на запад. Тя се намира югоизточно от върховете Бойков връх (2343 m, на около 2 km на северозапад) и Падалото (2044 m, на около 1 km на северозапад). През нея от изток на запад преминава камионен път от село Корница за хижа Малина и хижа Пирин.
В района на седловината се намира местността Тодорово, която представлява обширна поляна с чешма и място за отдих. През седловината преминава и маркирана в червено туристическа пътека от хижа Пирин на север за хижа Попови ливади на юг.

## Топографска карта
- Лист от карта K-34-96. Мащаб: 1 : 100 000.